# Psicogeografia
(Ivan Chtcheglov)
La psicogeografia è una metodologia d'indagine dello spazio urbano creata nei primi anni cinquanta dal movimento di avanguardia artistica dei lettristi.

## Tra psiche e ambiente
Nel primo numero del bollettino dell'Internazionale Situazionista, pubblicato nel 1958, la psicogeografia viene definita "Studio degli effetti precisi dell'ambiente geografico, disposto coscientemente o meno, che agisce direttamente sul comportamento affettivo degli individui". In questo senso la psicogeografia si inserisce nel filone del determinismo ambientale, che era nato già con Friedrich Ratzel a metà Ottocento, per cui le relazioni tra ambiente e natura sono considerate e analizzate in maniera univoca, ovvero dalla natura/architettura all'uomo e non viceversa.

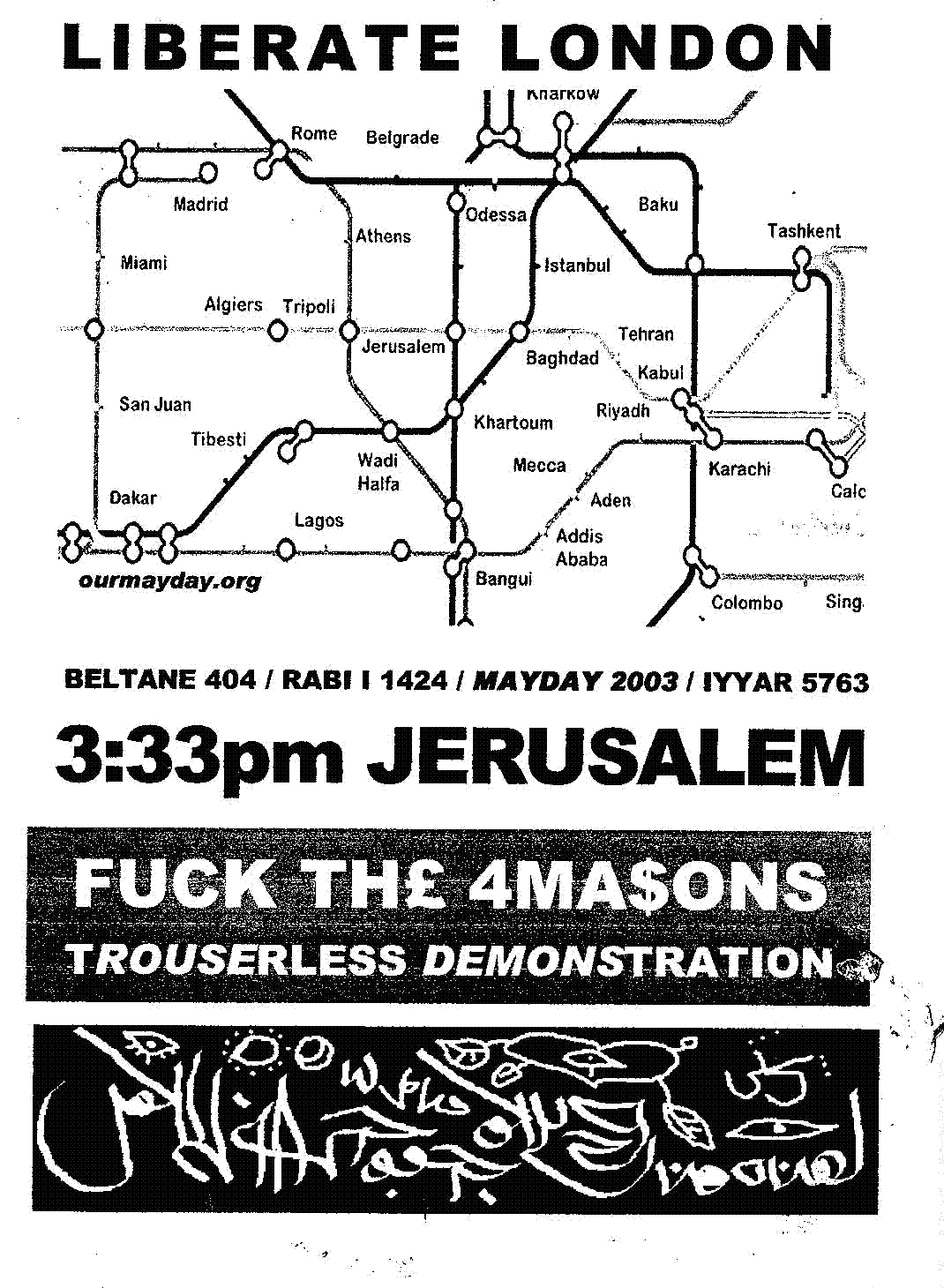
evoL PsychogeogrAphix, 2003 [https://web.archive.org/web/20110807135454/http://antisystemic.org/video/PsychoGeographicA.wmv

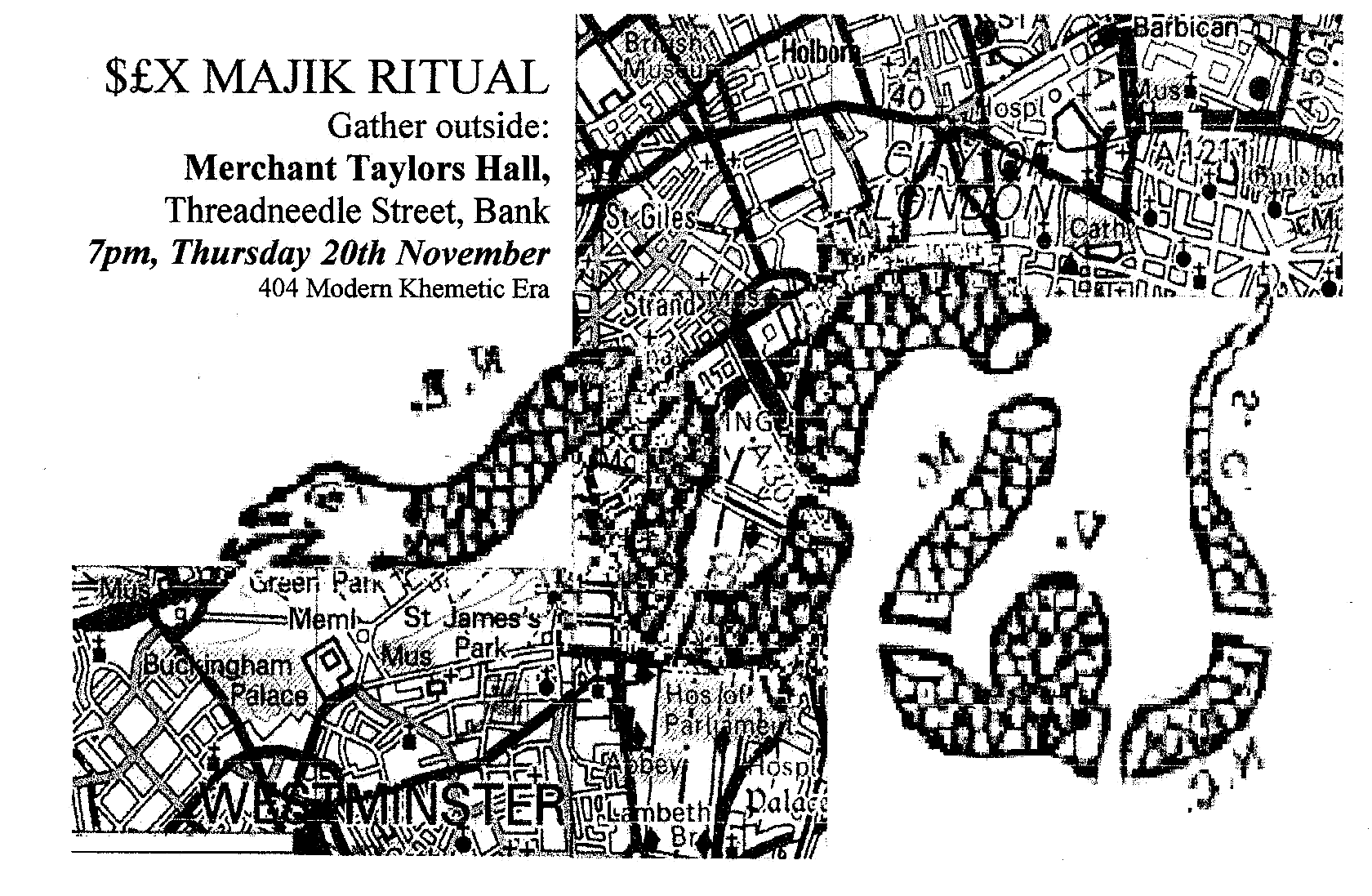
evoL PsychogeogrAphix, 2004 [https://web.archive.org/web/20110807135454/http://antisystemic.org/video/PsychoGeographicA.wmv

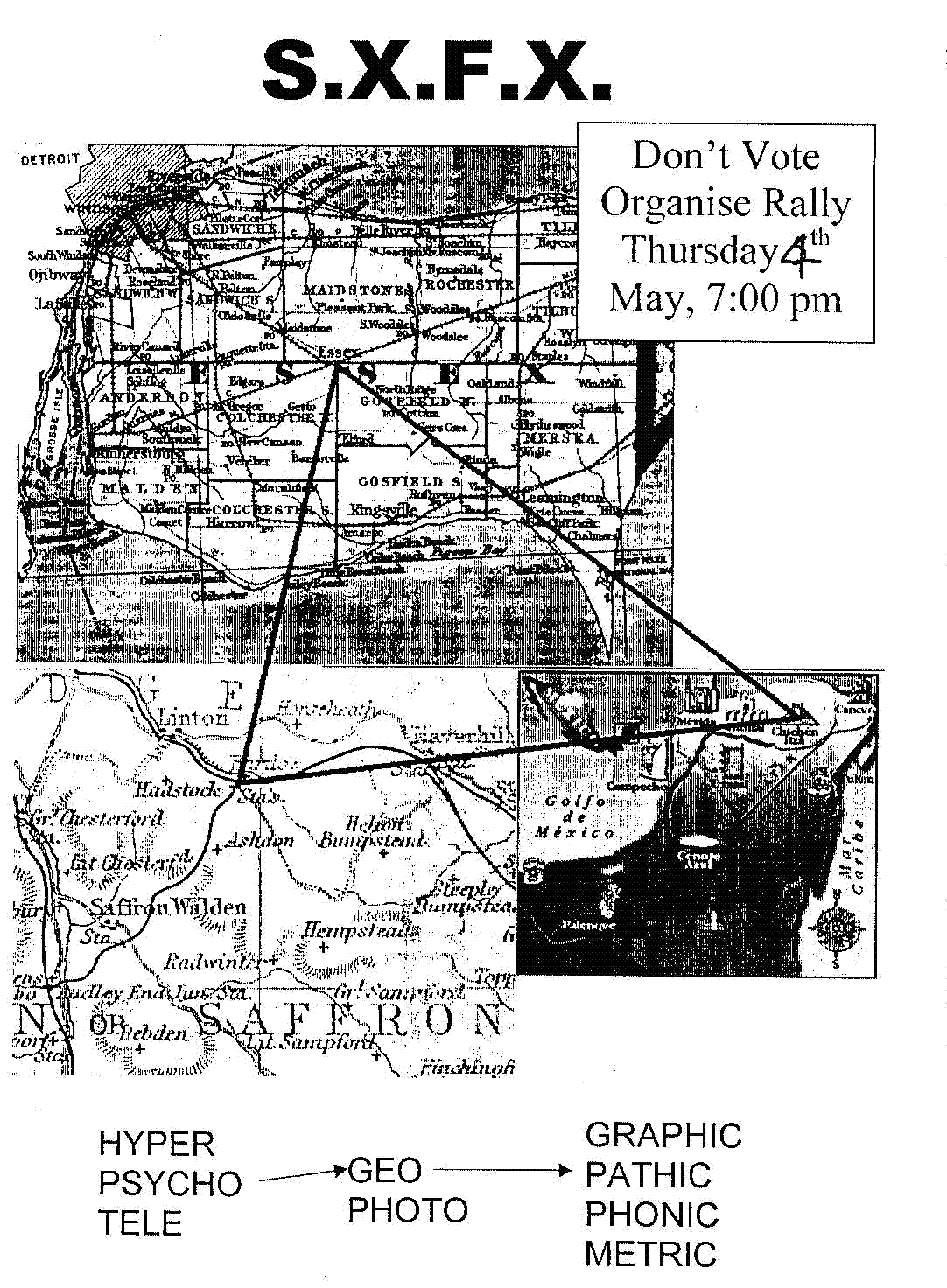
evoL PsychogeogrAphix, 2005 [https://web.archive.org/web/20110807135454/http://antisystemic.org/video/PsychoGeographicA.wmv

Tale metodologia conduce ad una visione aspramente critica dell'utilizzo e dello sviluppo degli ambienti urbani, che vengono considerati una forma di coercizione da parte della classe dominante nei confronti dei cittadini. L'idea promossa da questa teoria è dunque la decostruzione degli spazi urbani e la costruzione di nuovi, le cui caratteristiche principali siano breve durata, mutazione permanente e mobilità. La psicogeografia studia dunque le correlazioni tra psiche e ambiente, assumendo caratteri sovversivi nei confronti della geografia classica e ponendo al centro dei suoi scopi la ri-definizione creativa degli spazi urbani.
La psicogeografia è un gioco e allo stesso tempo un metodo efficace per determinare le forme più adatte di decostruzione di una particolare zona metropolitana. La tecnica dell'esplorazione psicogeografica è la deriva, che indica un passaggio improvviso attraverso ambienti diversi.
Guy Debord ha suggerito alcune indicazioni per mettere in pratica una deriva psicogeografica: